# Kápo (koncentrační tábor)

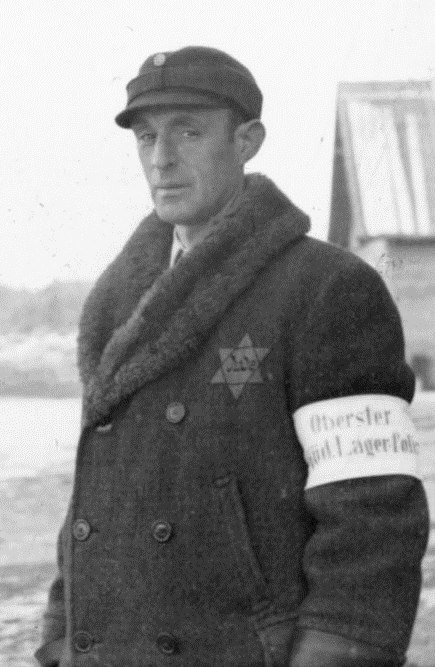
Kápo v koncentračním táboře Salaspils, Lotyšsko. Má na sobě židovskou hvězdu a pásku na rukávu

Kápo byl v nacistickém koncentračním táboře dozorce určený z řad vězňů. Původ názvu není jasný, snad pochází z italského capo (hlava), které může znamenat i šéfa, mistra nebo dílovedoucího.

## Popis a funkce
Mnozí vězeňští funkcionáři byli vybíráni z řad německých kriminálních vězňů. Tito funkcionáři byli známí svojí brutalitou vůči ostatním vězňům. Brutalita byla tolerována SS a byla nedílnou součástí táborového systému.
Vězeňští funkcionáři byli ušetřeni fyzického týrání a tvrdé práce, pokud plnili své povinnosti ke spokojenosti SS. Měli také jisté výsady jako civilní oděv, přednostní stravu, soukromý pokoj a plnou moc komandovat, bít a dokonce i zabít vězně.
Vězeňská samospráva minimalizovala náklady tím, že umožňovala táborům fungovat s méně zaměstnanci SS. Systém byl navržen tak, aby se oběť stala pachatelem. Kápové vystupovali proti svým spoluvězňům, aby si zachovali přízeň dozorců SS. Kdyby byli zbaveni funkce, vrátili by se do postavení obyčejných vězňů a byli by podřízeni jiným kápům.